# Sant Salvador de Guardiola
Sant Salvador de Guardiola település Spanyolországban, Barcelona tartományban. Lakosainak száma 3476 fő (2024).

## Földrajza
Sant Salvador de Guardiola Rajadell, Manresa, Castellgalí, Marganell, El Bruc és Castellfollit del Boix községekkel határos.

## Népesség
A település lakosságának változását az alábbi diagram mutatja:
| Lakosok száma | 152  | 851  | 805  | 585  | 879  | 2622 | 3082 | 3130 | 3179 | 3476 |
|               | 1717 | 1887 | 1936 | 1960 | 1986 | 2004 | 2009 | 2014 | 2019 | 2024 |